# Johan Cruijff: En un momento dado
Johan Cruijff: En un momento dado és un documental catalano-holandès del 2004, dirigit per Ramón Gieling. La pel·lícula gira al voltant del període que Johan Cruijff va jugar al Futbol Club Barcelona i l'impacte esportiu i cultural que ha tingut en el club, en els seus seguidors i la resta de Catalunya.

## Sinopsi
La pel·lícula comença i acaba amb el partit de comiat de Johan Cruyff a Barcelona el 1999, entre el dream team i el primer equip d'aquell període. Diferents persones son entrevistades sobre el que Cruyff ha significat per a ells, entre ells el president barceloní Joan Laporta i el futbolista Emilio Butragueño, així com periodistes, músics i altres. Molts d'ells imiten la seva acció favorita d' El Salvador. Entremig, es mostren moments de la carrera de Cruyff amb el Futbol Club Barcelona com a jugador i entrenador.
El títol de la pel·lícula, En un momento dado, és una expressió que Cruyff feia servir sovint.

## Repartiment
Tretze persones son entrevistades sobre el que Cruyff ha significat per a ells personalment i per a Catalunya. El documental acaba amb una llarga entrevista amb el mateix Cruyff, en què explica la seva vida.
| - Johan Cruyff - Xavier Pitarque - Gemma Folch - Sergi Pàmies - Emilio Butragueño - Diego Carrasco - Joan Patsy | - Ferran Torrent - Fermí Puig - Marius Petit - Jordi Solé - Miguel Rico Santamaría - Joan Laporta |